# Cal Feliu (Gironella)
Cal Feliu és una antiga masia del municipi de Gironella, dins el nucli de cal Bassacs, inclosa en l'Inventari del Patrimoni Arquitectònic de Catalunya.

## Descripció
Masia d'estructura clàssica coberta a dues aigües amb el carener perpendicular a la façana de migdia. Els murs són de carreus de pedra sense desbastar units amb morter, després arrebossats. La façana presenta una gran simetria en la disposició de les obertures: la porta central és un arc de mig punt rebaixat; al primer pis s'hi obren tres balcons amb barana de ferro forjat i al pis superior, tres grans finestrals d'arc de mig punt. Pel costat de ponent la masia té un cos adossat que l'amplià, el pis superior de la qual és obert amb barana de ferro forjat.

## Història
Situada dins del terme de l'antiga parròquia de Sant Marc de cal Bassacs, és una construcció del segle xviii. Formava part dels dominis jurisdiccionals del castell i baronia, posteriorment marquesat, de Gironella, dels Pinós-Agulló. És l'edifici més antic del nucli de cal Bassacs. Amb el creixement d'aquest, va quedar incorporat a la seva trama de carrers.
El 9 de març de 1868 Tomàs Viladomiu va comprar a la masia de cal Feliu la parcel·la de la Plana de Sant Marc on va començar a construir immediatament la fàbrica que donaria lloc a la fundació de la colònia tèxtil de Viladomiu Vell.